# Jean-Pascal Gay
 (novembre 2024).
Jean-Pascal Gay, né en 1973 à Paris, est un historien français spécialisé dans l’histoire du christianisme moderne et contemporain. Il est professeur d’histoire du christianisme à la faculté de théologie et d’étude des religions de l’Université catholique de Louvain (UCLouvain) depuis 2016.

## Biographie
Jean-Pascal Gay est un historien français, actuellement professeur d’histoire du christianisme pour les périodes moderne et contemporaine à la faculté de théologie et d’étude des religions de l’Université catholique de Louvain (depuis 2016). Né à Paris en 1973, il est élève au lycée Pierre de Fermat (Toulouse), avant de commencer ses études en classes préparatoire B/L (Lycée du Parc, Lyon) puis d’intégrer l’École Normale Supérieure (Paris, promotion 1994). Après des études en histoire, anglais, philosophie et théologie, il soutient en 2005, sous la direction de Dominique Dinet, une thèse d’histoire intitulée Morale/Sévère. Morale relâchée. La crise de la casuistique classique en France au XVIIe siècle. Il est maître de conférences à l’Institut d’Histoire moderne de la faculté des Sciences Historiques de l’université de Strasbourg de 2006 à 2016, et durant cette période est membre de l’École Française de Rome (2010-2011). Il soutient en 2015, une habilitation à diriger les recherches à l’École des Hautes études en Sciences Sociales, avec comme garant Pierre-Antoine Fabre, sous le titre « Ordre théologique/Désordre confessionnel. Recherches sur les théologies catholiques à l’âge confessionnel ». Membre associé du CARE, puis du CéSor (EHESS), où il est désormais correspondant étranger, il a été un des contributeurs principaux du Dictionnaire critique de l’Église (2023) dirigé par Frédéric Gabriel, Dominique Iogna-Prat et Alain Rauwel.

## Thèmes et orientations de recherche
Spécialiste d’histoire du catholicisme à l’époque moderne, son premier terrain est celui de l’histoire des théologiens et de la théologie, qu’il approche du point de vue d’une histoire sociale et culturelle des savoirs. Ses travaux portent aussi sur l’histoire des normativités catholiques (histoire de la théologie morale, de la confession, de la dispense), de la Compagnie de Jésus, des relations entre la curie romaine et la France, de l’intersection entre religion, genre et sexualité à l’époque moderne. 

## Principaux ouvrages
- Morales en conflit. Théologie et polémique au Grand Siècle (1640-1700), Paris, Cerf, 2011 (Cerf histoire).
- Jesuit Civil Wars. Theology, Politics and Government under Tirso González (1687-1705), Aldershot, Ashgate, 2012 (Catholic Christendom, 1300-1700)
- Le dernier théologien ? Théophile Raynaud (v. 1583-1663). Histoire d’une obsolescence, Paris, Beauchesne, 2018 (TH, 127)

## Directions d’ouvrages
- Avec Ch.-O. Stiker-Métral, Les métamorphoses de la théologie. Théologie, littérature et discours religieux au XVIIe siècle, Paris, H. Champion, 2012 (Colloques, congrès et conférences sur le Classicisme, 13)
- Avec S. Mostaccio et J. Tricou, Masculinités sacerdotales, Turnhout, Brepols, 2023 (BRHE, 111)
- Avec A. Burkardt, L’Inquisition romaine et la France. Juridiction, doctrine et pluralité des catholicismes européens à « l’âge tridentin » (XVe-XIXe siècles), Rome, École Française de Rome, 2023 (Collection de l'EFR, 611)
- Avec M. Dutron et S. H. De Franceschi, Produire et publier de la théologie dans le monde catholique. Des Restaurations à Vatican II, Turnhout, Brepols, 2025 (BRHE, 118)
- Avec C. Santus et L. Tatarenko, The Inquisition and the Christian East 1350-1850, Woodbridge, Boydell Press, 2025 (Catholicisms, c.1450–c.1800, 4)